# シェーン・キンブロー
ロバート・シェーン・キンブロー(Robert Shane Kimbrough、1967年6月4日-)は、アメリカ陸軍の士官であり、アメリカ航空宇宙局(NASA)の宇宙飛行士である。コロンビア号空中分解事故後に訓練を行った最初のNASA宇宙飛行士候補に選ばれたうちの1人である。キンブローは3度の宇宙飛行を経験した。1度目はスペースシャトルでの飛行であり、2度目はソユーズに搭乗して、国際宇宙ステーション(ISS)に6か月間滞在した。彼は第50次長期滞在の船長を務め、2017年4月に地球に帰還した。既婚であり、妻はRobbie Lynn Nickelsである。

## 生い立ち
1967年6月4日にテキサス州キリーンで生まれた。ジョージア州アトランタのThe Lovett Schoolに通い、1985年に卒業した。1989年には陸軍士官学校を卒業して、航空工学の学士号を取った。学生時代の4年間、ウェストポイントにあるアーミーブラックナイツという野球チームに所属し、4年生次には、主将を務めた。

## 軍事のキャリア
キンブローは、1991年の湾岸戦争の砂漠の嵐作戦では、AH-64ヘリコプターのパイロットを務めた。その後、ジョージア工科大学に通い、1998年にオペレーションズ・リサーチの修士号を取った。2000年にNASAに入局すると、スペースシャトル着陸訓練機のFlight Simulation Engineerとして配属され、数年間、宇宙飛行士訓練生の着陸手順の支援を行った後、2004年に彼自身が宇宙飛行士訓練生に選ばれた。
大佐の階級で、アメリカ陸軍を辞した。

## NASAでのキャリア

### STS-126

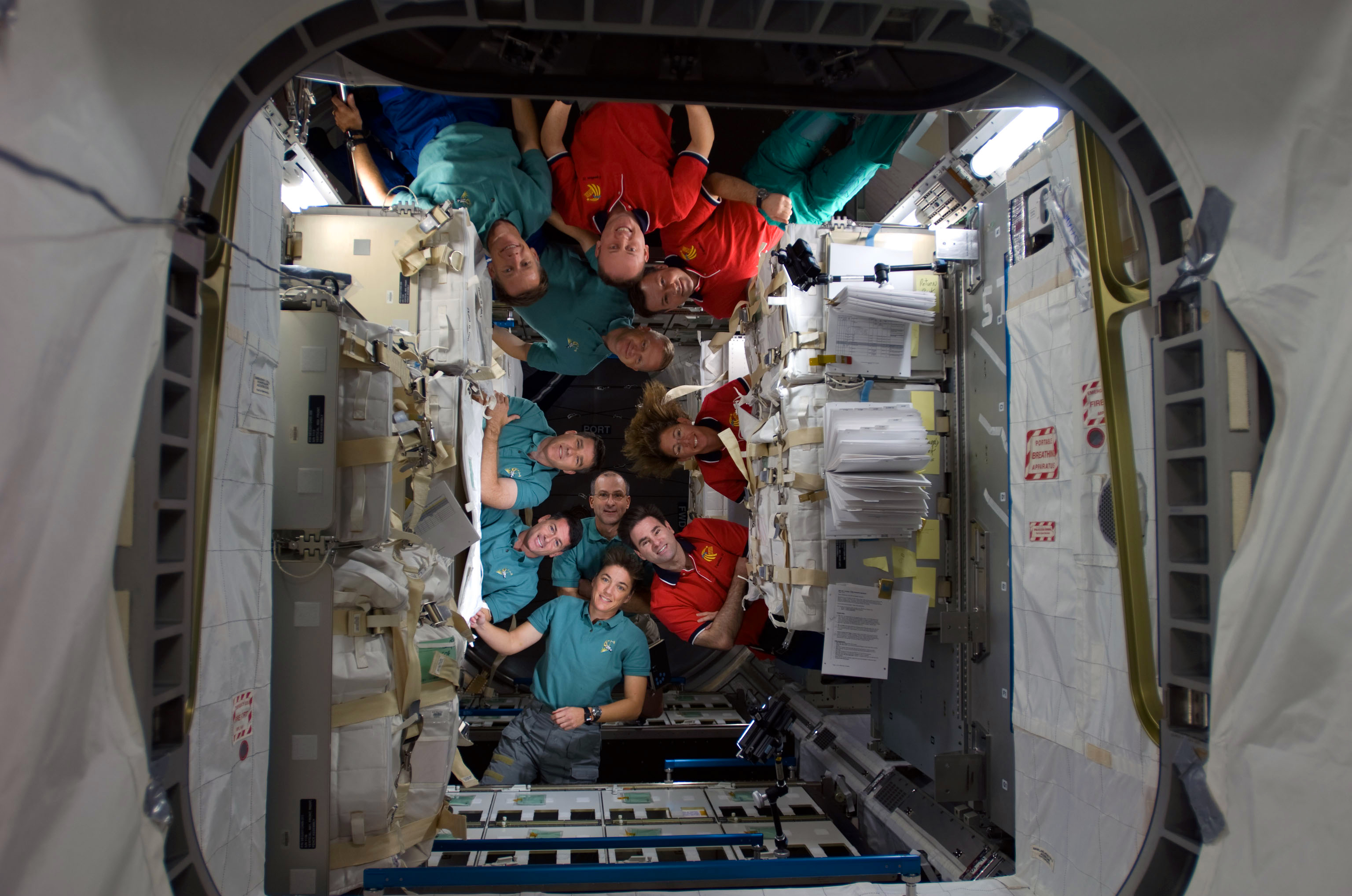
STS-126と第18次長期滞在の乗組員

2008年11月14日に打上げられたSTS-126では、ミッションスペシャリストを務め、ミッションの間に2度の船外活動を行った。ISSの10周年を記念して、ハイディマリー・ステファニション＝パイパーとキンブローは、このミッションの2度目の船外活動を行った。これはキンブローにとって初めての船外活動であり、6時間45分続いた。キンブローにとっての2度目の船外活動は、11月24日に行われ、6時間7分続いた。このミッションが終わった時点で、キンブローの船外活動の合計時間は、12時間52分となった。

### 第49次/50次長期滞在

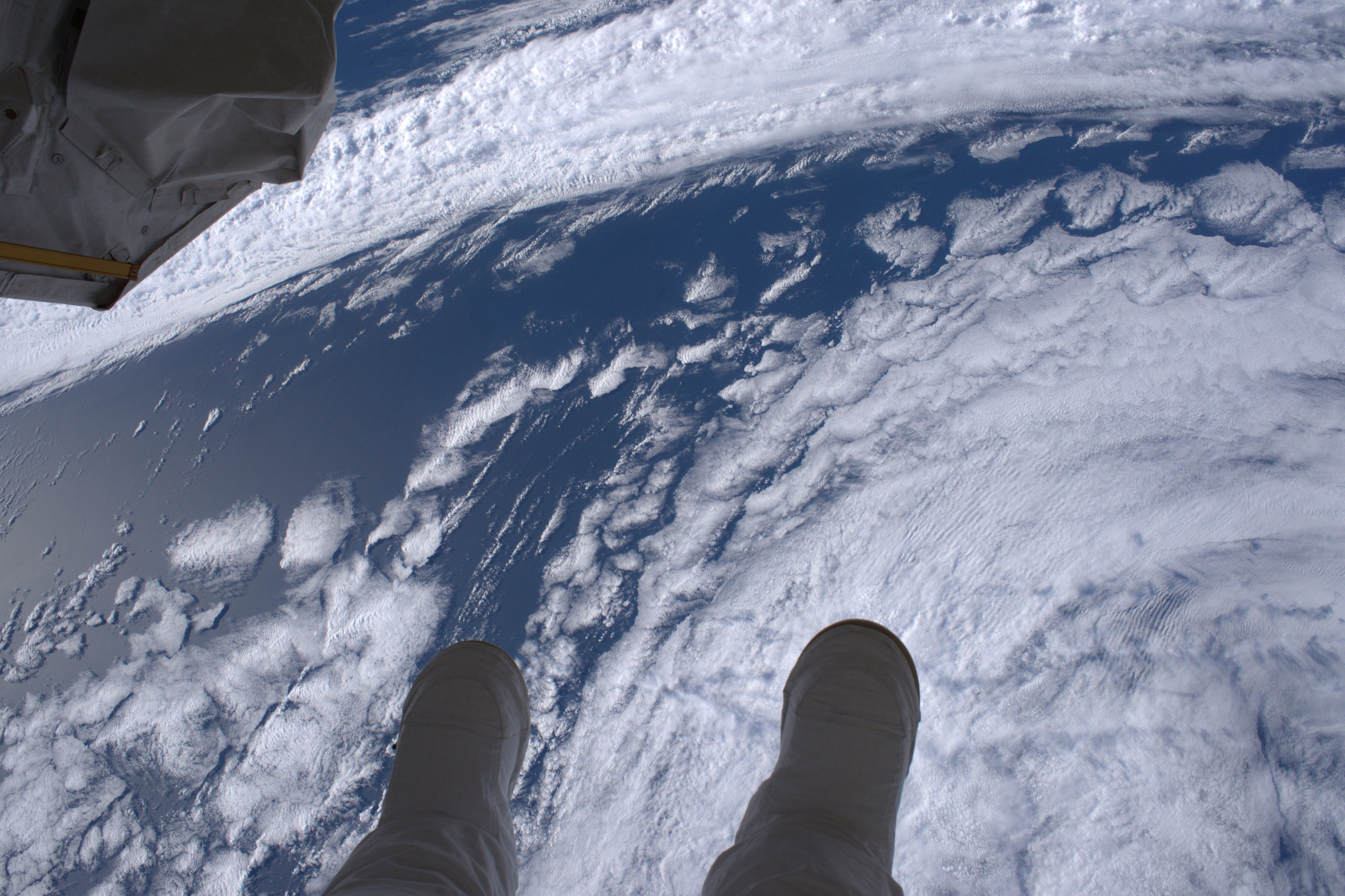
2017年3月24日の船外活動

2016年10月19日、キンブローはソユーズMS-02でISSに向かい、4か月間の第49次/第50次長期滞在に参加した 。10月28日にソユーズMS-01が出発すると、キンブローは第50次長期滞在の船長を務めた。
2017年1月6日、キンブローはペギー・ウィットソンとともに自身3度目の船外活動を行った。船外活動の間に、彼らは3つの新しいアダプタープレートを設置し、ISSのバッテリーを交換する経路を作るため、コネクタを吊るした。船外活動は6時間32分続いた。

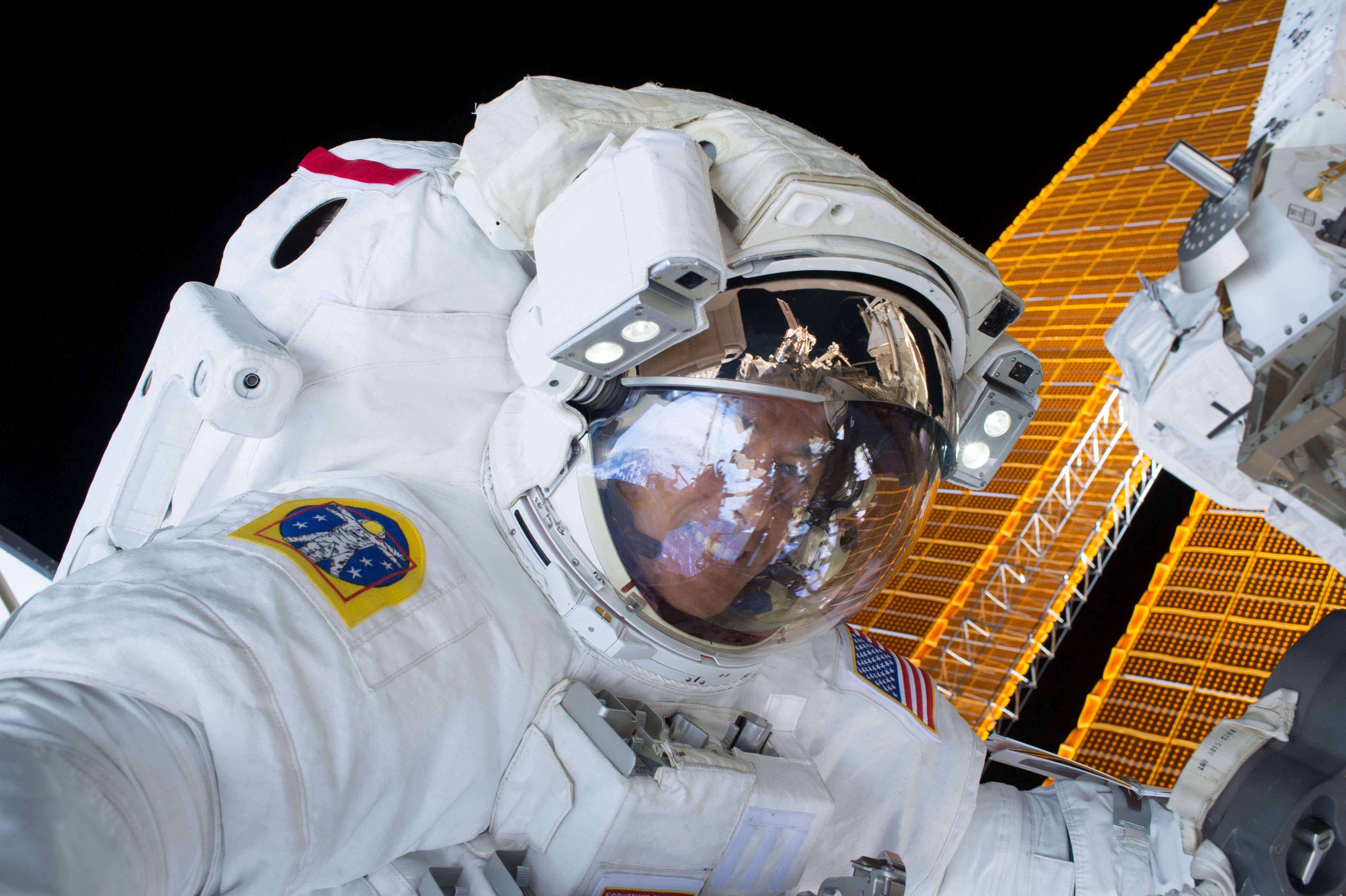
ペギー・ウィットソンとの船外活動

1月13日にはトマ・ペスケとともに、自身4度目の船外活動を行った。この5時間58分の船外活動で、彼らはISSのバッテリー交換のためのインフラを準備した。
3月23日にもトマ・ペスケとともに、6時間34分続いた自身5度目の船外活動を行った。主目的は、今後商用乗員輸送の機体を収容するための国際ドッキングアダプタ-2の取付のため、与圧結合アダプタ-3の準備を行うことであった。

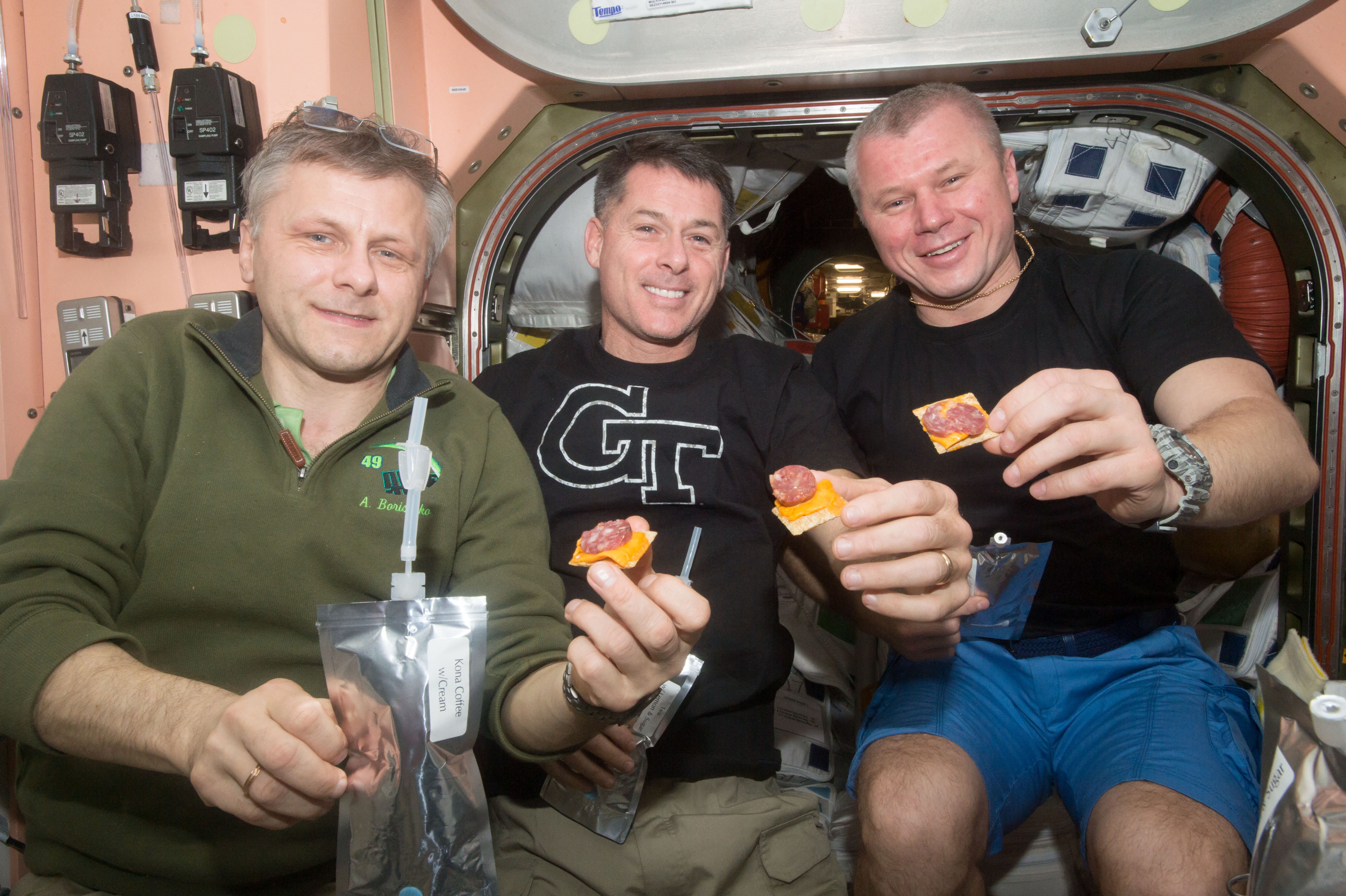
アンドレイ・ボリシェンコ、オレッグ・ノヴィツキーとの食事の時間

3月30日には、ペギー・ウィットソンとともに、7時間4分に及ぶ、自身6度目の船外活動を行った。彼らは与圧結合アダプタ-3を接続し、遮蔽を喪失していたノード3に新しい軸方向遮蔽を取り付けた。さらに、アップグレードしたコンピュータのリレーボックスをトラスに取り付けた。この船外活動により、ウィットソンは、女性で最多の船外活動の記録（8回）を樹立した。
キンブローは、チャレンジャー号爆発事故の残骸から回収されたサッカーボールをISSに持ち込んだ。後にこのボールは、チャレンジャー号爆発事故での殉職者であるエリソン・オニヅカの遺族に返還され、ヒューストンのクリアレイク高校に展示された。

### 第65次/66次長期滞在
2020年7月、NASAは、キンブローがスペースX Crew-2の船長を務め、NASAのK・メーガン・マッカーサー、JAXAの星出彰彦、ESAのトマ・ペスケとともに、自身3度目の宇宙飛行を行うと発表した。Crew-2は2021年4月24日に打ち上げられて当日中にISSとドッキングし、6か月のミッションが始まった。
ISS滞在中、彼は3度の船外活動を行い、トマ・ペスケとともに、iROSA（伸展式太陽電池アレイ）をP6トラスに取り付けた。また、地球の観測、タンパク質の結晶成長、ワタやコショウの収穫等の実験を行った。
Crew-2は、199日間のミッションを終え、11月9日にフロリダ州沿岸に着水した。

## 引退
キンブローは、2022年7月31日にNASAを退職した。